# Cent (Einheit)
Das Cent war ein deutsches und ein französisches Maß für Gewichte. Als Cent im Französischen wurde es auch als Grand Cent bezeichnet. Es war ein altes Salzmaß und ein Maß für Nutzholz.
Verschiedentlich wurde es auch mit Centaine bezeichnet und gehörte zu den großen Maßen. Die Centaine wurde als Zählmaß zu 100 Setier bei Salz geführt.
- 1 Cent = 100 Setiers = 208 Hektoliter.

Als Gewicht war das Cent örtlich mit 26.000 Kilogramm, aber auch mit 28.000 Kilogramm angegeben.
Beim Bauholz wurde das Cent in Kubikfuß berechnet. Grand Cent war das große Hundert. Es war ein Stückmaß mit einer Volumenbeziehung. Das Stück Balken hatte die Länge von 12 Fuß und eine Querschnittsfläche von 1 ½ Quadratfuß
- 1 Cent = 100 Balken oder Solive = 300 Kubikfuß = 10,2832 Ster
- 1 Balken = 3 Kubikfuß = 0,102832 Kubikmeter

Als norddeutsches Gewicht war es so geteilt:
- 1 Cent = 1/10 Quentchen = 1/6 Gramm
- 1 Quentchen = ¼ Lot, später 1/10 Lot